# Медаль «За оборону Ленінграда»
Меда́ль «За оборо́ну Ленінгра́да» — медаль, державна нагорода СРСР. Введена указом Президії Верховної Ради СРСР 22 грудня 1942 року. Автор медалі — художник Москалев.

## Опис
Медаль «За оборону Ленінграда» має форму правильного круга діаметром 32 мм, виготовлена з латуні.
На лицьовому боці на фоні будинку Адміралтейства у Санкт-Петербурзі зображено фігури червоноармійців, червонофлотців, робітників з гвинтівками наперевіс. У верхній частині медалі — п'ятикутна зірочка і напис «За оборону Ленинграда».
На зворотному боці — напис «За нашу Советскую Родину», серп і молот. Усі написи та зображення на медалі — випуклі.
Медаль за допомогою вушка і кільця з'єднується з п'ятикутною колодочкою, обтягнутою шовковою муаровою стрічкою оливкового кольору шириною 24 мм. По центру стрічки — подовжня смужка зеленого кольору шириною 2 мм.

## Нагородження медаллю
Медаллю «За оборону Ленінграда» нагороджувалися усі учасники оборони Ленінграда (сучасний Санкт-Петербург):
- військовослужбовці Радянської Армії, Військово-морського флоту та військ НКВС, що фактично брали участь в обороні міста;
- робітники, службовці та інші цивільні особи, що брали участь у бойових діях із захисту міста, сприяли обороні міста своєю роботою на підприємствах, в установах, брали участь в будівництві оборонних споруд, у ППО, охороні комунального господарства, боротьбі з пожежами від бомбардувань авіації супротивника, в організації та обслуговуванні транспорту та зв'язку, в організації громадського харчування, забезпеченні та культурно-побутовому обслуговуванні населення, в догляді за хворими та пораненими, в організації догляду за дітьми та проведенні інших заходів з оборони міста.

Медаль носиться на лівій стороні грудей, за наявності у нагородженого інших медалей СРСР розташовується після медалі «За порятунок потопаючих».
Особи, яких було нагороджено медаллю «За оборону Ленінграда» пізніше мали право на отримання ювілейної медалі «В пам'ять 250-річчя Ленінграда».
Станом на 1 січня 1995 року медаллю «За оборону Ленінграда» було проведено приблизно 1 470 000 нагороджень.